# Interface-Segregation-Prinzip
Das Interface-Segregation-Prinzip oder Schnittstellenaufteilungsprinzip ist ein Begriff aus der Informatik. Es handelt sich um ein Prinzip des objektorientierten Entwurfs. Demnach sollen zu große Schnittstellen in mehrere Schnittstellen aufgeteilt werden, falls implementierende Klassen unnötige Methoden haben müssen. Nach erfolgreicher Anwendung dieses Entwurfprinzips müsste ein Modul, das eine Schnittstelle benutzt, nur diejenigen Methoden implementieren, die es auch wirklich braucht.

## Zweck
Durch dieses Prinzip ist es möglich, die von Bertrand Meyer geforderten schlanken Schnittstellen zu realisieren, was eine verbesserte Wartbarkeit mit sich bringt, da Klassen nur noch die Methoden implementieren, die sie benötigen. Somit wird der Code kompakt und ist besser wiederverwertbar. Auch eine verbesserte Überprüfbarkeit ist gegeben.

### Beispiele

#### C#
```
public
 
interface
 
IPerson

{

    
int
 
Id
 
{
 
get
;
 
}

    
string
 
FirstName
 
{
 
get
;
 
}

    
string
 
LastName
 
{
 
get
;
 
}

    
// Andere Eigenschaften...

}

public
 
interface
 
ILoad

{

    
void
 
Load
(
string
 
path
);

}

public
 
interface
 
ISave

{

    
void
 
Save
(
string
 
path
);

}

public
 
interface
 
IToXmlString
()

{

    
string
 
ToXmlString
();

}

public
 
class
 
Person
 
:
 
IPerson
,
 
ILoad
,
 
ISave
,
 
IToXmlString

{

    
public
 
int
 
Id
 
{
 
get
;
 
set
;
 
}

    
public
 
string
 
FirstName
 
{
 
get
;
 
set
;
 
}

    
public
 
string
 
LastName
 
{
 
get
;
 
set
;
 
}

    
// Andere Eigenschaften...

    

    
public
 
void
 
Load
(
string
 
path
)

    
{

        
// Lesen der Daten aus der Datei...

    
}

    

    
public
 
void
 
Save
(
string
 
path
)

    
{

        
// Speichern der Daten in die Datei...

    
}

    

    
public
 
string
 
ToXmlString
()

    
{

        
// Zurückliefern der Daten als XML-Zeichenkette...

        
string
 
xmlString
 
=
 
"..."
;

        
return
 
xmlString
;

    
}

}

```

##### Anwendung
```
// Irgendwo in eine andere Klassen/Code-Datei...

IPerson
 
person
 
=
 
GetPersonById
(
123
);

// Die Daten der Person (Eigenschaften) sollen aus einer Datei geladen werden.

(
person
 
as
 
ILoad
).
Load
(
@"C:\dir1\file1.ext"
);

// Später soll die Daten der Person in einer Datei gespeichert werden.

(
person
 
as
 
ISave
).
Save
(
@"C:\dir2\file2.ext"
);

// Etwas weiter im Code soll person als XML string bearbeitet werden.

string
 
xml
 
=
 
(
person
 
as
 
IToXmlString
).
ToXmlString
();

```

#### Java
```
interface
 
IPerson
 
{

    
int
 
getId
();

    
void
 
setId
(
int
 
id
);

    

    
String
 
getFirstName
();

    
void
 
setFirstName
(
String
 
firstName
);

    

    
String
 
getLastName
();

    
void
 
setLastName
(
String
 
lastName
);

    
// Andere Eigenschaften...

}

interface
 
ILoad
 
{

    
void
 
load
(
String
 
path
);

}

interface
 
ISave
 
{

    
void
 
save
(
String
 
path
);

}

interface
 
IToXmlString
 
{

    
String
 
toXmlString
();

}

class
 
Person
 
implements
 
IPerson
,
 
ILoad
,
 
ISave
,
 
IToXmlString
 
{

    
private
 
int
 
id
;

    
private
 
String
 
firstName
;

    
private
 
String
 
lastName
;

    
// Andere Eigenschafts-Variablen...

    

    
@Override

    
public
 
int
 
getId
()
 
{
 
return
 
id
;
 
}

    
@Override

    
public
 
void
 
setId
(
int
 
id
)
 
{
 
this
.
id
 
=
 
id
;
 
}

    

    
@Override

    
public
 
String
 
getFirstName
()
 
{
 
return
 
firstName
;
 
}

    
@Override

    
public
 
void
 
setFirstName
(
String
 
firstName
)
 
{
 
this
.
firstName
 
=
 
firstName
;
 
}

    

    
@Override

    
public
 
String
 
getLastName
()
 
{
 
return
 
lastName
;
 
}

    
@Override

    
public
 
void
 
setLastName
(
String
 
lastName
)
 
{
 
this
.
lastName
 
=
 
lastName
;
 
}

    
// Andere Eigenschaften...

    

    
@Override

    
public
 
void
 
load
(
String
 
path
)
 
{

        
// Lesen der Daten aus der Datei...

    
}

    

    
@Override

    
public
 
void
 
save
(
String
 
path
)
 
{

        
// Speichern der Daten in die Datei...

    
}

    

    
@Override

    
public
 
String
 
toXmlString
()
 
{

        
// Zurückliefern der Daten als XML-Zeichenkette...

        
String
 
xmlString
 
=
 
"..."
;

        
return
 
xmlString
;

    
}

}

```

##### Anwendung
```
// Irgendwo in eine andere Klassen/Code-Datei...

IPerson
 
person
 
=
 
getPersonById
(
123
);

// Die Daten der Person (Eigenschaften) sollen aus einer Datei geladen werden.

((
ILoad
)
 
person
).
load
(
"C:\\dir1\\file1.ext"
);

// Später soll die Daten der Person in einer Datei gespeichert werden.

((
ISave
)
 
person
).
save
(
"C:\\dir2\\file2.ext"
);

// Etwas weiter im Code soll person als XML string bearbeitet werden.

String
 
xml
 
=
 
((
IToXmlString
)
person
).
toXmlString
();

```